# Kir Boulitchev
Kir Boulitchev (russe : Кир Булычёв), parfois orthographié Cyrille Boulitchev, Kir Boulytchev, Kir Boulytchov, Kir Boulitchov, né le 18 octobre 1934 à Moscou et mort le 5 septembre 2003 dans la même ville, est le nom de plume d'Igor Vsevolodovitch Mojeïko (en russe : И́горь Все́володович Може́йко), écrivain de science-fiction, phalériste et scénariste soviétique.

## Biographie
Parmi ses œuvres les plus importantes, on compte Les aventures d'Alice, série de plus de 50 nouvelles et courts romans de science-fiction mettant en scène le personnage d'Alice, et le cycle de Palych, série de romans de science-fiction mettant en scène le docteur Palych.
Il a été décoré du prix national d'URSS (ou prix d'État de l'URSS) en 1982. Il est enterré au cimetière Miousskoïe de Moscou.

## Œuvres traduites en français
- Mission sur la planète morte [« Den rojdeniia Alissy »], trad. de Nina Weinfeld, Paris, Éditions La Farandole, coll. « L.F. roman. Mille épisodes », 1979, 132 p.  (ISBN 2-7047-0112-1)
- Deux aventures du docteur Pavlych dont La Robe Blanche de Cendrillon et Le Grand Esprit et les fugitifs, trad. de Viktoriya et Patrice Lajoye, Pamiers, France/CA, USA, Éditions Rivière Blanche/Black Coat Press, coll. « Fusée », 2011, 259 p.  (ISBN 978-1-935558-90-3)[2]. On peut retrouver La robe Blanche de cendrillon dans les Lettres soviétiques no 336. 1986
- Un Cheechako dans le désert, 1981[3], On peut retrouver ce titre dans Lettres soviétiques no 277. 1982
- Ne te fâche pas sorcier, 1979, traduit par Jacqueline Lahana. Cette nouvelle se trouve dans Le livre d'or de la science-fiction no 5174, pages 185 à 192. 1984
- La Petite Fille qui a toujours de la chance, 1968, dans les Lettres soviétiques no 296. 1983
- Fleur de neige, 1973,  dans les Lettres soviétiques no 302. 1984
- Deux billets pour l'Inde, 1981, dans les Lettres soviétiques no 342. 1987